# 阿布·贝克尔·舒基
阿布·貝克爾·舒基（德語：Abu Bakr Shawky；？—）是一名埃及-奥地利作家及导演。 他的第一部长片审判日被选中参加第71届戛纳电影节，将在主竞赛单元进行展映并角逐金棕榈奖。